# 赛博大学
赛博大学（日语：サイバー大学（さいばーだいがく）、英語： Cyber University）是一所校本部位于日本福冈县福冈市东区香椎照叶3丁目2番地1号海标大厦3楼，由企业设立的大学。该校设立于2007年，简称为赛博大。

## 总览

### 概要
赛博大学成立于2007年4月，成立时的名称为赛博大学股份公司。软银集团股份有限公司全资子公司的日本赛博教育研究所股份公司（现赛博大学股份公司 ），是该大学的创办人，并负责经营和管理。关于大学的名称，“cyber(赛博)”一词的意思是“源自人类想象力的创造”，起源于5,000年前的古埃及。 。（此外，常见的“cyber(网络)”一词源于控制论 ，其词源是希腊语“ Kibernetes”（  ），意思是“操纵船的人”。 ）

### 教育与研究
作为日本较为特殊的大学，大学下设“信息技术学院”和“ 世界遗产学院”。所有的课程均通过互联网进行授课 。因此，大学强调自己是一所“无需去大学上学就可以获得学士学位 。” “完全不需要去学校的大学 ” 。
大学采用按需方法授课，学习者可以随时随地通过访问服务器来获得课程内容，并且由于没有诸如去学校上演之类的体制，因此没有对学习时间的严格限制。
另外，它不对申请者进行专业能力测试 ，具有高中毕业资格以及同等水平的任何人都可以报名入学。
作为一家由股份公司经营的大学，它提供各种支持服务，例如企业实习和志愿者项目。

## 历史

### 年表
- 2007年4月1日 - 成立（信息技术学院，信息技术专业，世界遗产学院，世界遗产专业）
- 2010年 5月21日 - 世界遗产学院暂停招生[6]。
- 2010年 10月 - 世界遗产学院停止招生[7]。
- 2019年
  - 1月1日 - 创办者由赛博大学股份公司改名为股份公司赛博大学。
  - 9月9日 - 搬迁至东京办公室。

## 基本信息

### 位置
- 福冈校区（ 福冈县福岡市东区 香椎照叶 3-2-1，海标大厦3楼 ）
- 东京办公室（东京市港区芝公园 1-6-8，芝公园大厦4楼 ）

### 校徽
赛博大学的校徽以象形文字为基础，由综合了表示“ 家 ， 学校 ， 庙宇 ， 王宫 ''等意思的字母，以及表示`` 神圣，精灵 ”意思 字母 组成。

## 教育与研究

### 组织

#### 学院
- 信息技术学院 
  - 信息技术专业
- 世界遗产学院（2010年4月入学后停止招生）  
  - 世界遗产专业

#### 附属机构
- 学生支援中心
- 图书馆
- 学习室

## 大学人员和组织

### 大学相关人员名单
- 赛博大学相关人员名单

## 设施

### 校园

#### 福冈校区
- 本科学院：信息技术学院，世界遗产学院
- 研究生院：（无）
- 附属设施：教室[9]，图书馆，学习室
- 交通信息： 
  - 从JR 鹿儿岛本线 ・ 香椎线香椎站下车 乘出租车 （约10分钟）
  - 从西铁 贝冢线 香椎花园前站下车 乘出租车（约10分钟）
  - 乘西铁巴士，1・21B・22N・29・29N・210・220等线路，至“岛城中央公园前”站下车，步行（约3分钟）

地图

#### 东京办事处
- 本科学院：（无）
- 研究生院：（无）
- 附属设施：秘书处
- 交通信息： 
  - 都营 浅草线・大江户线 大门站
  - 都营三田线 御大成门站

地图

## 合作交流
- 千叶工业大学 - 学分互转协议[10]
- 东京大学综合教育与研究中心 - 联合研究协议[11]
- 汉阳赛博大学 - 教育与研究合作[12]，学分互换协议[13]
- 帝京平成大学 - 学分互换协议[14]
- 佐贺大学 - 学分互换协议[15]
- 河原电子商学院 - 教育合作协议[16]。

## 脚注
1. ↑  「赛博大学的校名的由来」『大学标识 | 赛博大学』日本赛博教育研究所。
2. ↑  「全部在线授课」『全部在线授课 | 赛博大学 （页面存档备份，存于）』日本赛博教育研究所。
3. 1 2  「不限地点」『全部在线授课 | 赛博大学 （页面存档备份，存于）』日本赛博教育研究所。
4. ↑  「不限时间」『全部在线授课 | 赛博大学 （页面存档备份，存于）』日本赛博教育研究所。
5. ↑  「不限年龄」『全部在线授课 | 赛博大学 （页面存档备份，存于）』日本赛博教育研究所。
6. ↑  . 赛博大学.   [2013-06-06]. （原始内容存档于2013-03-22）.
7. ↑   (PDF). 日本高等教育评价机构.   [2013-06-06]. （原始内容存档 (PDF)于2016-03-04）.
8. 1 2  「关于CU校徽」『大学标识 | 赛博大学 （页面存档备份，存于）』日本赛博教育研究所。
9. ↑  本学でいう教室とは、学生同士の勉強会や科目外授業、特別講義などに使用されるものである。
10. ↑  赛博大学 新闻 2014/08/21 THU「千叶工业大学与赛博大学签订学分互换协议 （页面存档备份，存于）」（2019年10月4日确认）
11. ↑  赛博大学 新闻 
2016/05/18 WED「https://www.cyber-u.ac.jp/information/000702-2.html （页面存档备份，存于） 东京大学（大学综合教育研究中心）与赛博学签订 e-Learning相关课题共同研究协定」（2019年10月4日确认）
12. ↑  赛博大学 新闻 2017/02/06 MON「https://www.cyber-u.ac.jp/information/000882-2.html （页面存档备份，存于） 韩国汉阳赛博大学与赛博大学签订教育研究合作备忘录（MOU）」（2019年10月4日）
13. ↑  赛博大学 新闻 2019/02/27 WED「https://www.cyber-u.ac.jp/information/001390-2.html （页面存档备份，存于） 漢陽赛博大学与赛博大学签订『学分互换协议』」（2019年10月4日确认）
14. ↑  赛博大学 新闻 「https://www.cyber-u.ac.jp/information/001183-2.html （页面存档备份，存于） 帝京平成大学与赛捕大学签订『学分互换协议』」（2019年10月4日确认）
15. ↑  赛博大学 新闻 2018/04/02 MON「https://www.cyber-u.ac.jp/information/001187-2.html （页面存档备份，存于） 首家国立大学、佐贺大学采用赛捕大学的e-Learning课程」（2019年10月4日确认）
16. ↑  河原学园×赛博大学　教育协作协议签字仪式举行 （页面存档备份，存于） - 学校法人河原学园、2018年4月22日确认。